# Giovanni da Scanzo

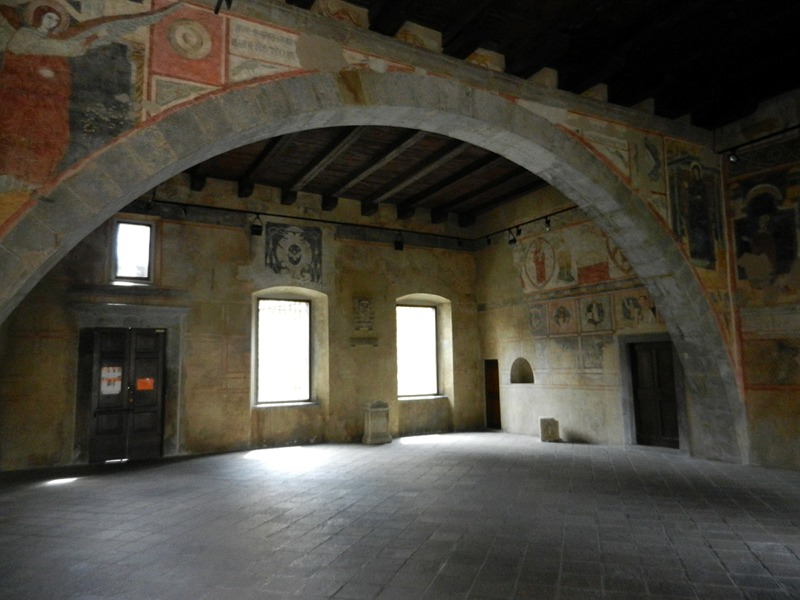
Aula picta di Bergamo

Giovanni da Scanzo, o Giovanni Bucelli (Scanzorosciate, 1250 circa – Bergamo, 12 novembre 1309), è stato un vescovo cattolico italiano.

## Biografia
Malgrado non si conoscano le sue origini e l'anno di nascita, è certo che studiò teologia a Bergamo divenendo presbitero. Il cognome Bucelli risulta indicato solo nelle relazioni scritte dal notaio della curia Bartolomeo da Osa, ma è maggiormente conosciuto con quello che dovrebbe indicare la sua città di provenienza.
Si recò a Roma al seguito dell'arcidiacono Cassono della Torre, dove lavorò per vent'anni presso la cancelleria della curia romana. Grazie alle sue capacità fu nominato canonico di Bergamo da papa Gregorio X, ma Bergamo, che era rimasta senza vescovo nel 1292 dopo la morte di Roberto Bonghi, si trovava in una situazione politica cittadina molto problematica.
Il capitolo dei canonici della cattedrale, si trovò nell'incapacità di eleggere un nuovo vescovo a causa dei dissidi delle famiglie che rappresentando le diverse fazioni desideravano imporre il proprio prescelto. Coprì il ruolo di vescovo facendone le veci, il vicario capitolare Petrazano Petrazani di Modena.
Il Bucelli fu investito del titolo di presule di Bergamo con la bolla Aduniversalis Ecclesiae il 31 luglio 1295, e consacrato da Giovanni Boccamazza, ma attese il mese di dicembre a occuparne la cattedra, causa la grave situazione cittadina. Fece un ingresso solenne preceduto dalle bolle pontificie di Bonifacio VIII che non solo gli conferivano la nomina, ma anche il diritto di collazione di quattro canonicati e il diritto alle prebende delle chiese collegiate, con lettere presentate non solo alle gerarchie ecclesiastiche ma anche agli amministratori comunali.
Questo non lo rese immune dalle lotte interne che invadevano la città, infatti assistette da spettatore impotente anche alla distruzione del palazzo vescovile. Accadde durante uno scontro tra ghibellini e guelfi, i cui massimi esponenti erano i Colleoni, accusati di aver ucciso Jacopo da Mozzo, sostenitore dei ghibellini, i cui massimi esponenti erano i Suardi. Il Bucelli fu ospitato dalla famiglia Rivola presso la chiesa di san Michele e dalla basilica di Sant'Alessandro.
Il cancelliere della curia Bartolomeo da Osa, documentò quotidianamente l'attività pastorale del Bucelli. La descrizione puntigliosa delle attività del vescovo ci danno un'immagine chiara del Bucelli sia come uomo che come vescovo. Le difficoltà che dovette affrontare ce lo raffigurano dal carattere energico, ma sensibile alla cultura. A lui si deve la committenza per i lavori di affrescatura della camera nova alta episcopatus. Laffresco del vescovo orante, nell'aula della curia vescovile, potrebbe raffigurante il Bucelli, secondo gli studiosi. Durante il suo episcopato si dedicò attivamente anche all'attività pastorale.
Nel 1304 convocò il sinodo diocesano dove si registra la presenza di 171 prelati, dando il via ad un rinnovamento della chiesa di Bergamo. Vennero emanati decreti che regolamentarono con chiarezza quale era il ruolo degli uomini di chiesa rispetto ai fedeli. Il sinodo decretò la condanna per gli evasori dei dazi sul trasporto, per i giocatori d'azzardo e per chi profanasse i sacramenti, o venisse trovato a rubare e danneggiare edifici sacri. Confermò quanto decretato dal sinodo di Milano del 1287, tenuto da Ottone Visconti, garantendo il divieto di uso e abuso dei beni ecclesiastici. 
Nel 1309 finalmente la città raggiunse la riappacificazione tra le famiglie, grazie alla mediazione di Lanfranco Amici e Valentino Solari del Monastero di santo Stefano e di Filippo Vimercati e Guglielmo Pietrogallo del convento di san Francesco.
Importante fu la sua decisione presa, sempre nel 1309, per il monastero di San Giorgio di Redona, quando dovette scegliere il rappresentante tra gli uomini e le donne presenti nella comunità doppia, decidendo quale doveva nominare responsabile e governatore. La sua scelta cadde su una rappresentante di sesso femminile. La sua scelta divenne un interessante esempio di uguaglianza all'interno della comunità degli umiliati nel XIV secolo.

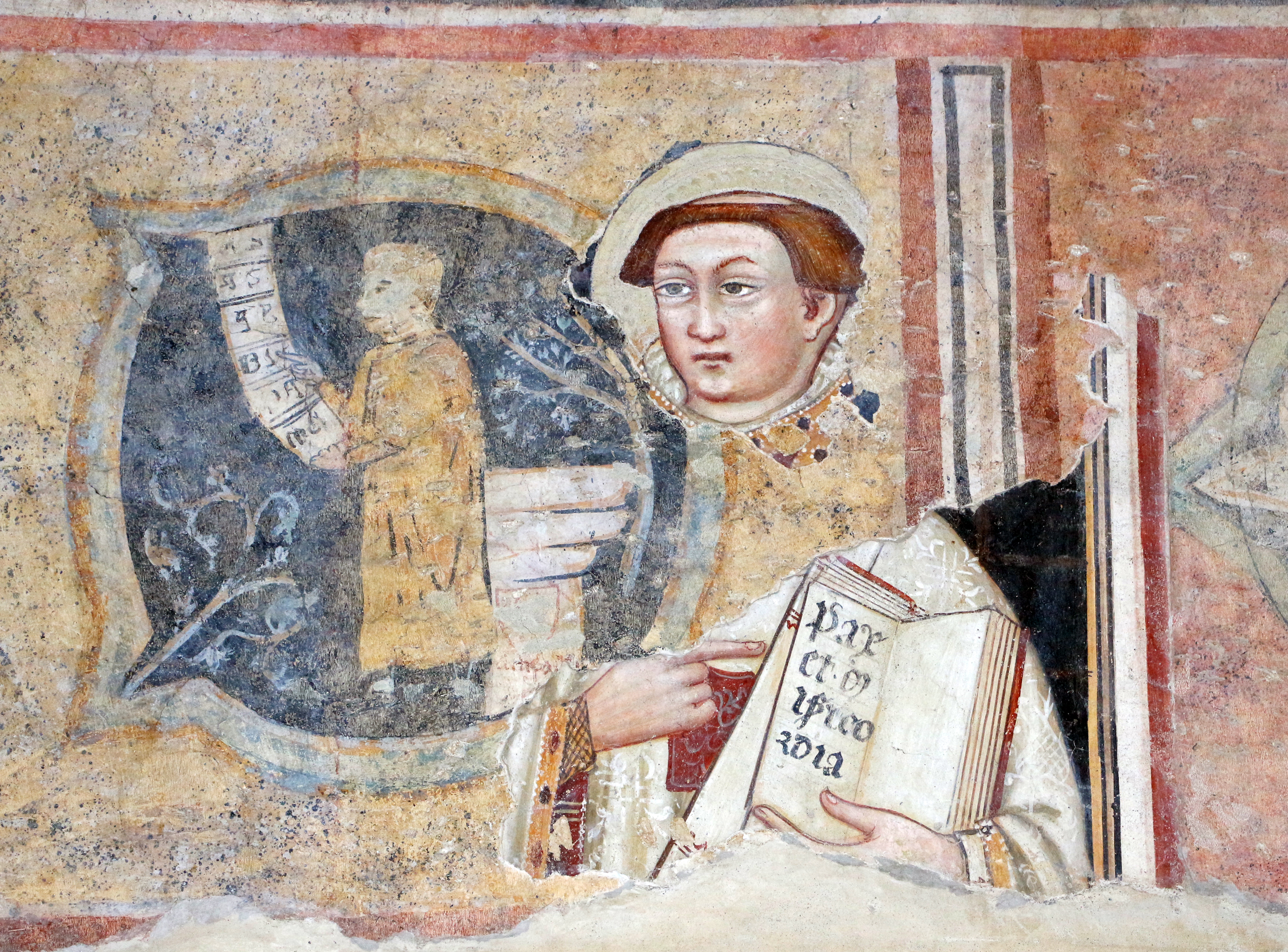
Aula picta della curia vescovile di Bergamo, affreschi del XIII secolo, frammento trecentesco

Nel medesimo anno, il Bucelli si recò a Milano per liberare l'arcivescovo Cassono della Torre, imprigionato dal cugino Guido essendo accusato di aver sostenuto i Visconti. Il vescovo, che già si trovava in gravi condizioni di salute, non sopportò le fatiche del viaggio morendo improvvisamente a Milano il 12 novembre.